# Я вернусь (песня Михаила Евдокимова)
«Я верну́сь» (также иногда упоминается как «Я ещё вернусь») — заключительная песня с одноимённого музыкального альбома Михаила Евдокимова, который вышел в 2006 году после смерти исполнителя.

## История создания и исполнения
Музыка, использованная в композиции, написана композитором Евгением Мартыновым в 1977 году. Слова к музыке были написаны поэтом Р. Рождественским только в 1992 году специально для исполнения песни Михаилом Евдокимовым на концерте памяти композитора.
Михаил Евдокимов редко исполнял данную песню, а о её существовании не знали даже родственники певца. Последний раз в исполнении Михаила Евдокимова песня прозвучала во время фестиваля в родном посёлке исполнителя Верх-Обский за несколько дней до гибели певца.
Широкую известность композиция получила 10 августа 2005 года после её исполнения на похоронах М. Евдокимова.
В 2006 году к очередному фестивалю памяти артиста был выпущен сборник из его оригинальных студийных записей, куда вошла и песня «Я вернусь».